# Самородинка
Саморо́динка — малая река в районах Проспект Вернадского и Тропарёво-Никулино Западного административного округа, Обручевский Юго-Западного административного округа Москвы, правый приток Очаковки. Частично заключена в подземный коллектор, русло сильно трансформировано. В истоках Самородинки, у станции метро «Беляево», находилась деревня Беляево, на правом берегу возле устья — деревня Никольское. Долина Самородинки в 1991 году была объявлена памятником природы.
Точное происхождение названия не установлено, вероятно, оно связано с древнерусским словом «смород», или «смрад» — «неприятный сильный запах, зловоние» и указывает на «гнилой» запах болотной воды. Возможно, гидроним происходит от зарослей чёрной смородины, которая могла расти вдоль берегов. Существует версия, что название реки имеет связь с родниками — с «самородной» водой.
Длина составляет около 6,4—7 км, площадь водосборного бассейна — 10 км². Водоток в коллекторе начинается возле станции метро «Беляево» и протекает на северо-запад через улицу Академика Волгина. Далее входит на территорию Юго-Западного лесопарка, пересекает пруд Запятая и Ленинский проспект, возле которого обладает быстрым течением и шириной от двух до пяти метров. В открытом русле проходит вдоль улицы Лобачевского через проспект Вернадского и улицу Коштоянца. На территории парка Олимпийской деревни проходит через каскад из четырёх пойменных прудов. Устье расположено к северо-западу от пересечения Мичуринского проспекта с улицей Лобачевского. Вода в реке загрязнена нефтепродуктами и солями тяжёлых металлов. В 2006 и 2007 годах на участке от Ленинского проспекта до улицы Коштоянца провели очистку и крепление русла и прибрежной территории.

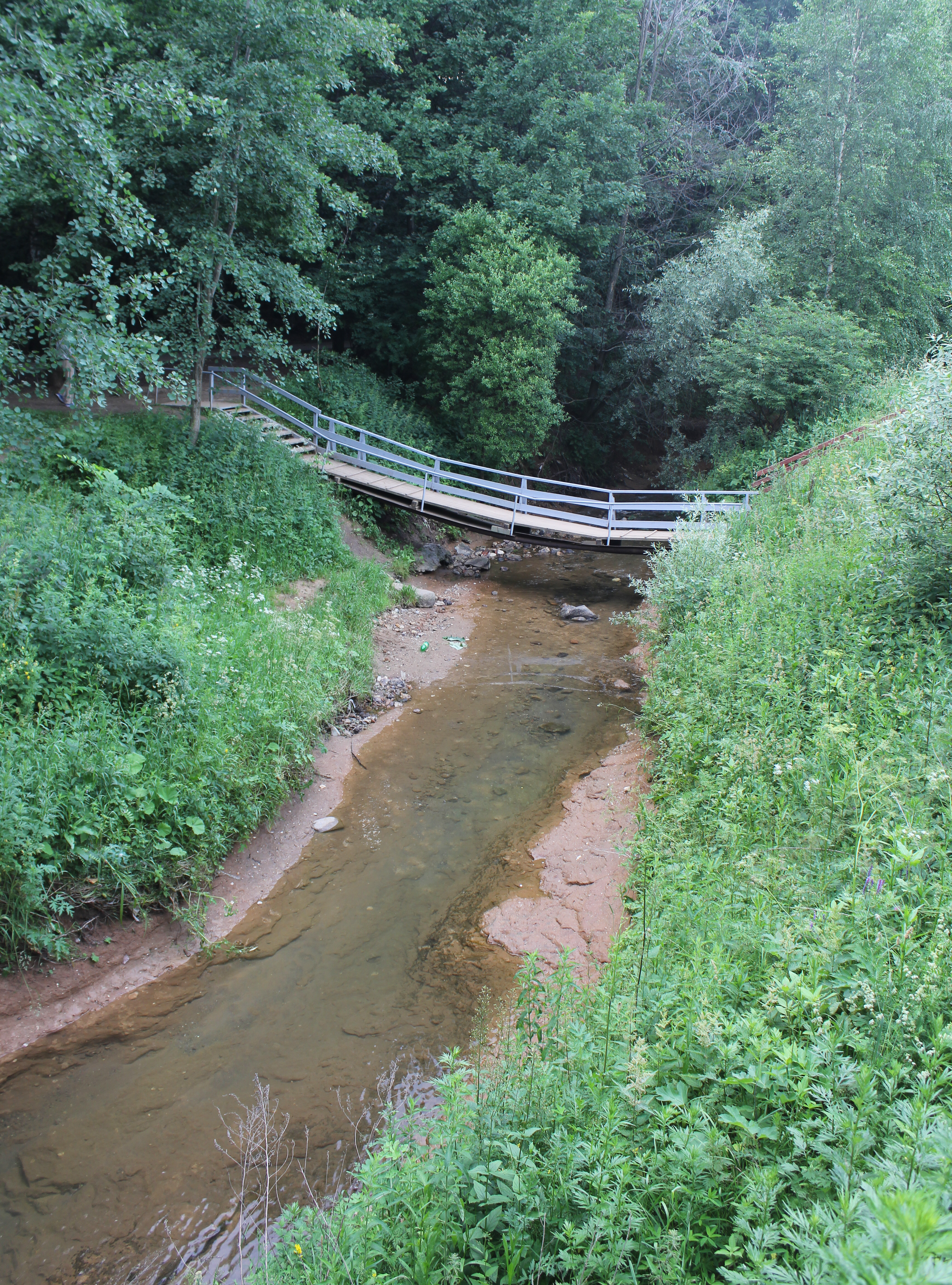
Мост над Самородинкой, 2015 год
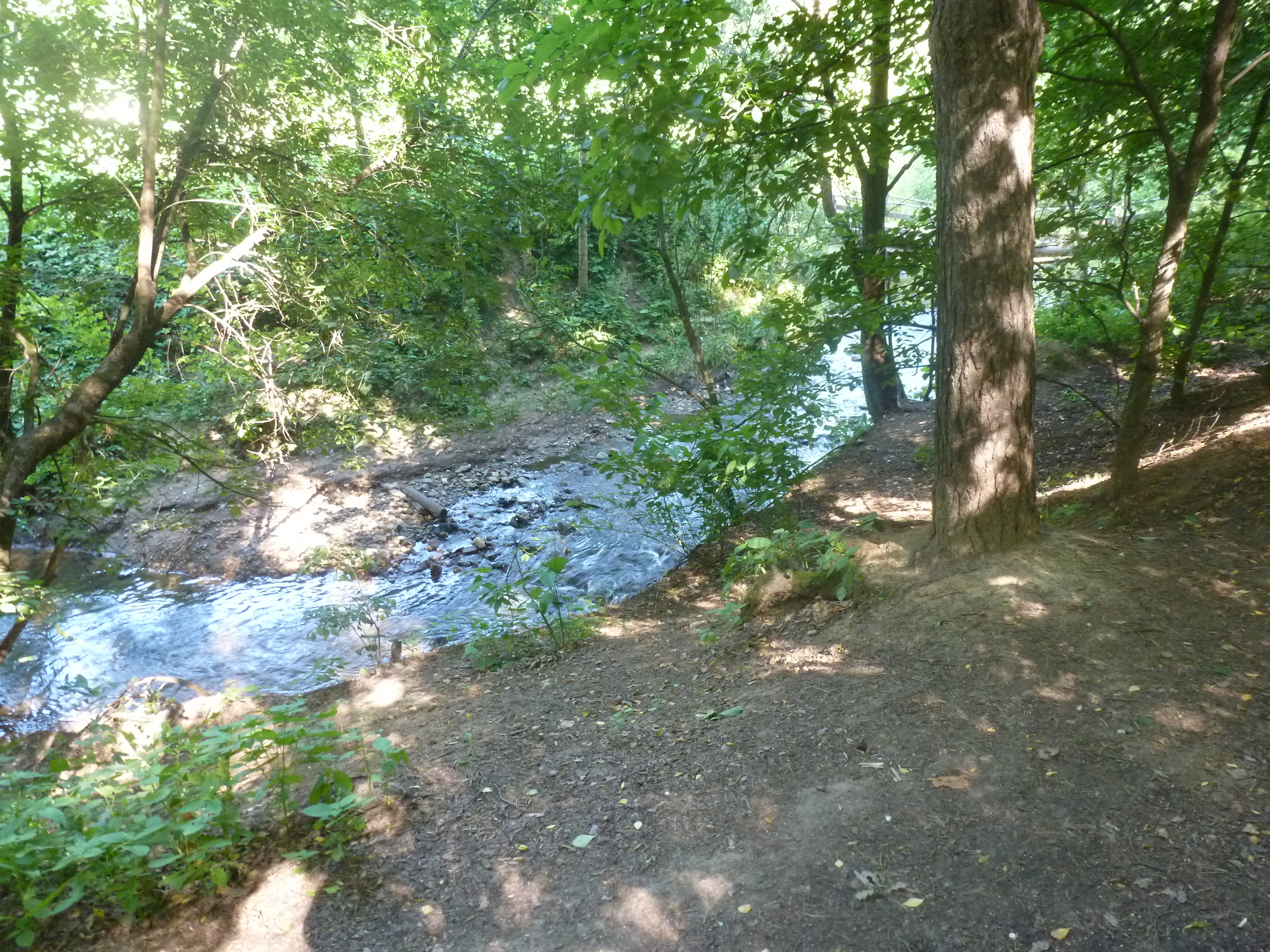
Самородинка в 2014 году
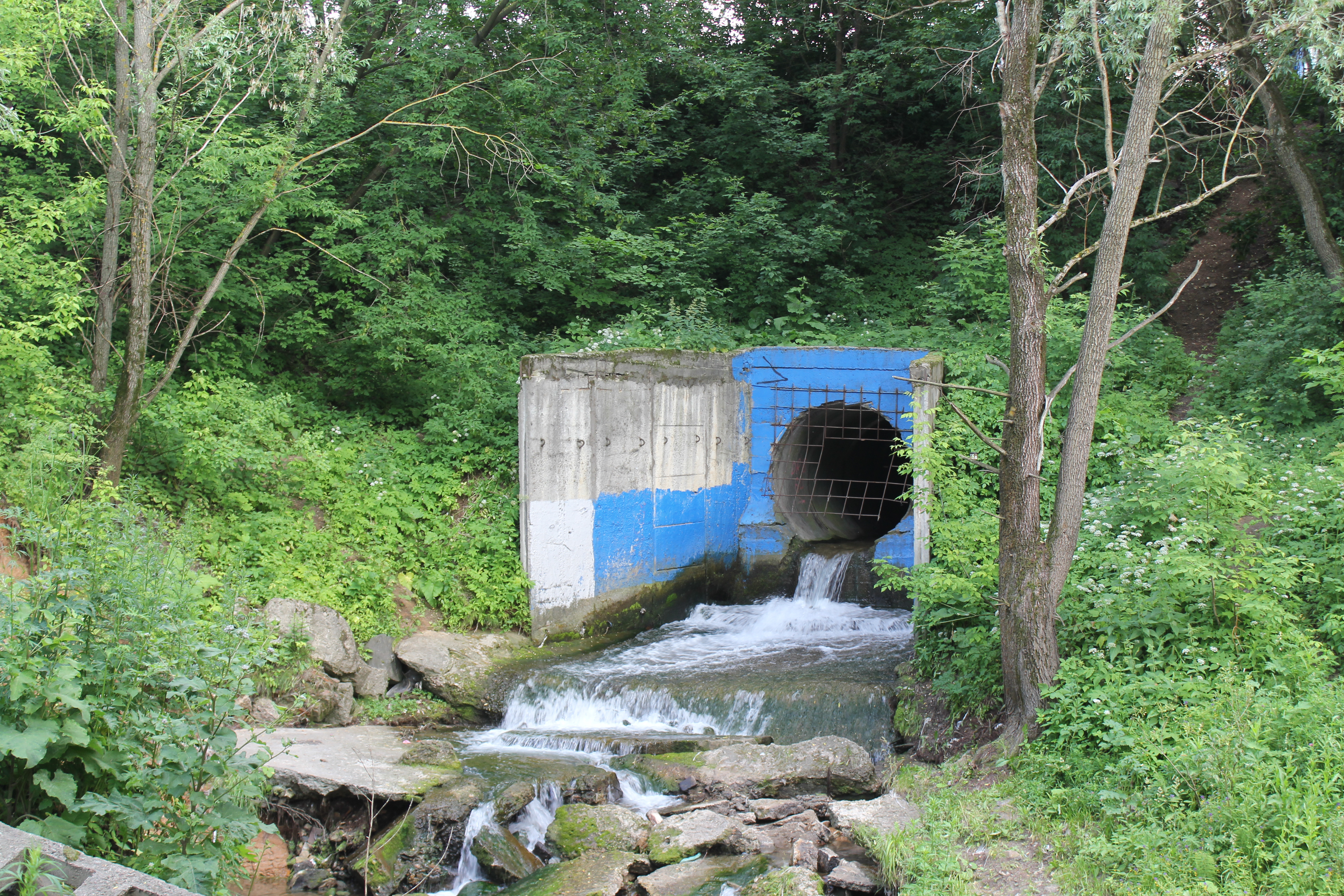
Выход из коллектора, 2015 год
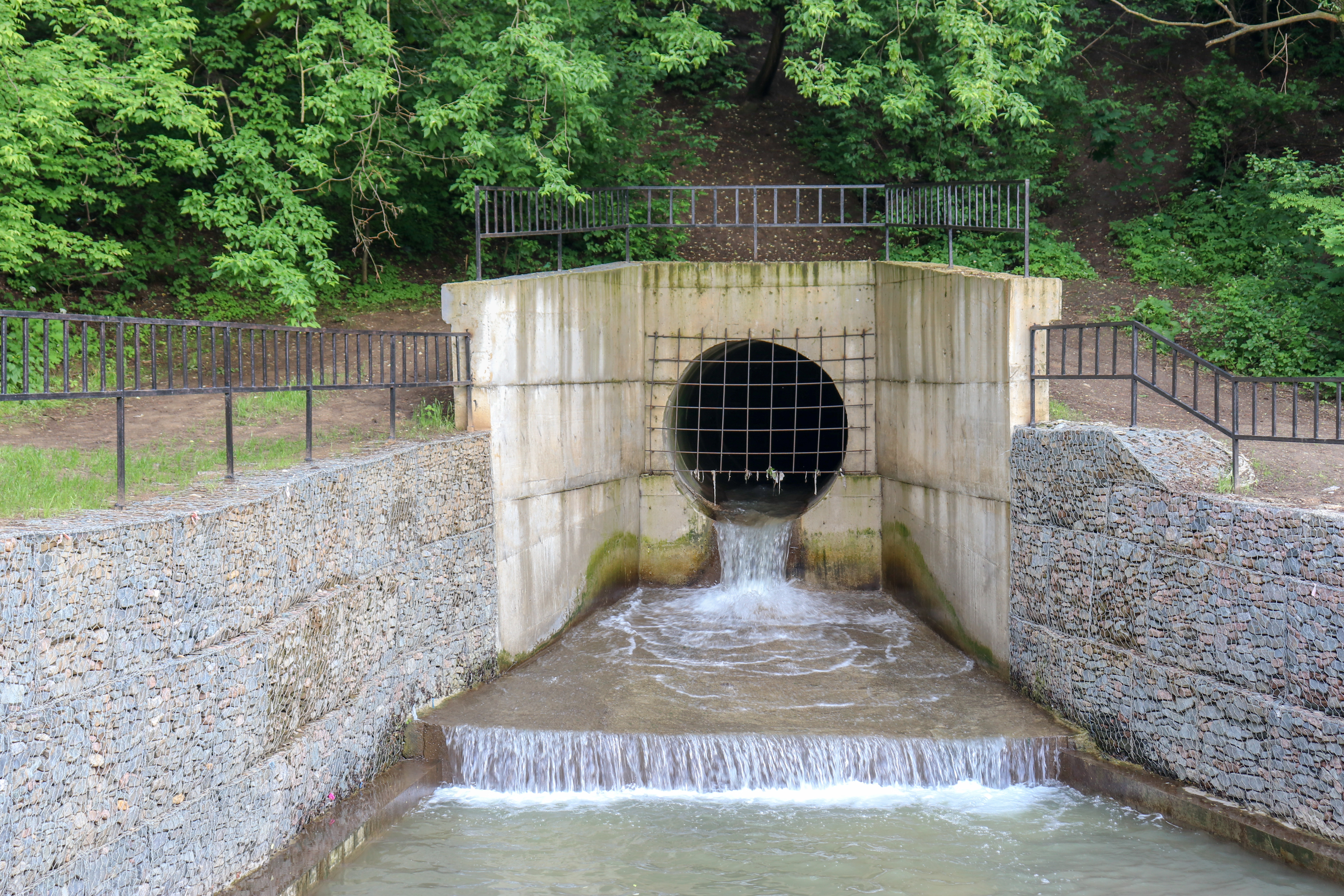
Выход из коллектора, 2021 год